# Andréa Bayard
Andréa Bayard (São Paulo, 17 de agosto de 1932) é uma atriz brasileira de cinema.

## Carreira
Paulistana, Andréa viveu alguns anos na Europa e voltou ao Brasil nos anos 1950, quando iniciou sua carreira — foi aprovada no teste para o elenco de Curuçu, o Terror do Amazonas, uma co-produção brasileiro-estadunidense.
Em 1958, foi convidada por Walter Hugo Khouri para protagonizar Estranho Encontro, antagonizando com a estrela Lola Brah. Khouri abusou dos close-ups, mostrando não só a beleza de Andréa como o conflito interior da personagem.
Depois de Estranho Encontro, viriam A Moça do Quarto 13 e Herança Sangrenta, este último de Glauco Mirko Laurelli.

## Filmografia
| Ano  | Título                        | Papel                       |
| ---- | ----------------------------- | --------------------------- |
| 1966 | Herança Sangrenta             |                             |
| 1961 | A Moça do Quarto 13           | Louise Dunning/Kitty Herman |
| 1958 | Estranho Encontro             | Júlia Lopes Kamer           |
| 1956 | Curuçuu, o Terror do Amazonas |                             |
| 1954 | Feitiço do Amazonas           |                             |